# Ernst Nolte
Ernst Nolte (11. ledna 1923 Witten – 18. srpna 2016 Berlín) byl německý historik a vysokoškolský pedagog. Ve svých knihách se zabýval především tematikou totalitních režimů dvacátého století.
Jeho známým dílem je kniha Fašismus ve své epoše, ve které se zabývá italským korporativním fašismem, německým národním socialismem a integrálním nacionalismem Francouzské akce. Všechny tyto směry, které jinak považuje za navzájem se dosti lišící, označuje za druh vzpoury proti modernitě.
Druhou světovou válku a všechny její násilnosti nepovažuje oproti jiným válkám a genocidám, které ji předcházely či které po ni následovaly, za nikterak výjimečnou. Ernst Nolte také často ve svých dílech srovnává ideologii a praxi nacistiského Německa a komunistického Sovětského svazu a shledává je v mnohém jako podobné.
Ernst Nolte vyučoval na Svobodné univerzitě Berlín.

## Dílo
- Der Faschismus in seiner Epoche. Action francaise - Italienischer Faschismus - Nationalsozialismus. München 1963, ISBN 3-7610-7248-1 (česky: Fašismus ve své epoše)
- Die faschistischen Bewegungen, dtv München 1966
- Die Krise des liberalen Systems und die faschistischen Bewegungen, Piper Verlag München 1968
- Sinn und Widersinn der Demokratisierung in der Universität, Rombach Verlag Freiburg 1968
- (Hrsg.): Theorien über den Faschismus. 6. Auflage. München 1984, ISBN 3-492-10365-0
- Marxismus und Industrielle Revolution, Stuttgart 1983
- Deutschland und der Kalte Krieg, 2. Aufl. Stuttgart 1985
- Der europäische Bürgerkrieg 1917–1945. Nationalsozialismus und Bolschewismus, 4. Aufl. Frankfurt/M. 1989
- Das Vergehen der Vergangenheit. Antwort an meine Kritiker im sogenannten Historikerstreit, Berlin 1988.
- Nietzsche und der Nietzscheanismus, Frankfurt 1990.
- Geschichtsdenken im 20. Jahrhundert; von Max Weber bis Hans Jonas, Propyläen Frankfurt/Main 1991 ISBN 3-549-05379-7
- Die Deutschen und ihre Vergangenheiten. Erinnerung und Vergessen von der Reichsgründung Bismarcks bis heute, Herbig Verlag München 1995 ISBN 3-7766-9004-6
- (spolu s François Furetem) „Feindliche Nähe": Kommunismus und Faschismus im 20. Jahrhundert. Ein Briefwechsel, Herbig Verlag München 1998 ISBN 3-7766-2029-3 (slovensky: Fašizmus a komunizmus)
- Historische Existenz. Zwischen Anfang und Ende der Geschichte? Herbig Verlag München 1998
- Der kausale Nexus. Über Revisionen und Revisionismen in der Geschichtswissenschaft; Studien, Artikel und Vorträge 1990–2000, Herbig Verlag München 2002 ISBN 3-7766-2279-2
- L'eredità del nazionalsocialismo, Di Renzo Editore, Roma, 2003
- Siegfried Gerlich im Gespräch mit Ernst Nolte: Einblick in ein Gesamtwerk, Edition Antaios, Dresden 2005 ISBN 3-935063-61-X
- Die Weimarer Republik. Demokratie zwischen Lenin und Hitler, Herbig Verlag München 2006 ISBN 3-7766-2491-4